# Horama vespina
Horama vespina är en fjärilsart som beskrevs av Harris 1839. Horama vespina ingår i släktet Horama och familjen björnspinnare. Inga underarter finns listade i Catalogue of Life.